# Karya
Karya (altgriechisch Καρύα Karýa, deutsch ‚Nussbaum‘) ist eine Gestalt der griechischen Mythologie.
Laut Servius in seinem Kommentar zu den Eklogen des Vergil war sie eine Tochter des Dion, des Königs in Lakonien. Zudem war sie Geliebte des Dionysos, der sie in einen Nussbaum verwandelte, und Priesterin der Artemis. Der Mythos ist mit der Nussstadt Karyai in Lakonien verbunden, die laut Pausanias und der Thebais des Statius eine enge Beziehung zu Artemis Karyatis hatte.
Pherenikos, ein griechischer Epiker unbestimmter, vielleicht hellenistischer Zeitstellung, zählt sie zu den Hamadryaden, jenen Nymphen, die in Bäumen leben und auf das Engste mit dem Schicksal des Baumes verbunden sind. In der von Pherenikos bei Athenaios überlieferten Genealogie der Hamadryaden ist sie eine Tochter von Oxylos, dem Sohn des Oreios, und seiner Schwester Hamadryas.
Ihre namentlich bei Athenaios überlieferten Schwestern waren Balanos, Kraneia, Orea, Aigeiros, Ptelea, Ampelos und Syke. Laut Pherenikos hatte sie noch weitere Schwestern. Jede dieser Töchter stand Pate für den griechischen Namen einer Baumart. Karya war der Nussbaum zugehörig (Hasel- und Walnussbaum, eventuell auch die Esskastanie).